# Anaea glaucina
Anaea glaucina är en fjärilsart som beskrevs av Otto Staudinger 1887. Anaea glaucina ingår i släktet Anaea och familjen praktfjärilar. Inga underarter finns listade i Catalogue of Life.